# ویسکافوش
ویسکافوش (به سوئدی: Viskafors) یک منطقهٔ مسکونی در سوئد است که در بخش بوروس واقع شده‌است. ویسکافوش ۳٫۸۶ کیلومتر مربع مساحت و ۳٬۷۹۰ نفر جمعیت دارد.